# Joaquín Sáenz y Arriaga
Pour les articles homonymes, voir Sáenz.
Joaquín Sáenz y Arriaga (12 octobre 1899-28 avril 1976) est un ecclésiastique mexicain.

## Publications
- La Nouvelle Église montinienne, 1971.
- Sede Vacante, 1973.